# Aperileptus inauguralis
Aperileptus inauguralis là một loài tò vò trong họ Ichneumonidae.